# Едді Має
Едді Аллен Майє (англ. Eddy Allen Maillet, фр. Eddy Allen Maillet, нар. 19 жовтня 1967, Вікторія) — футбольний арбітр з Сейшельських островів. Арбітр ФІФА, обслуговує міжнародні матчі з 2001 року. Обслуговував матчі чемпіонату світу 2010. Володіє англійською, креольською та французькою мовами.